# Lejaren Hiller (Fotograf)

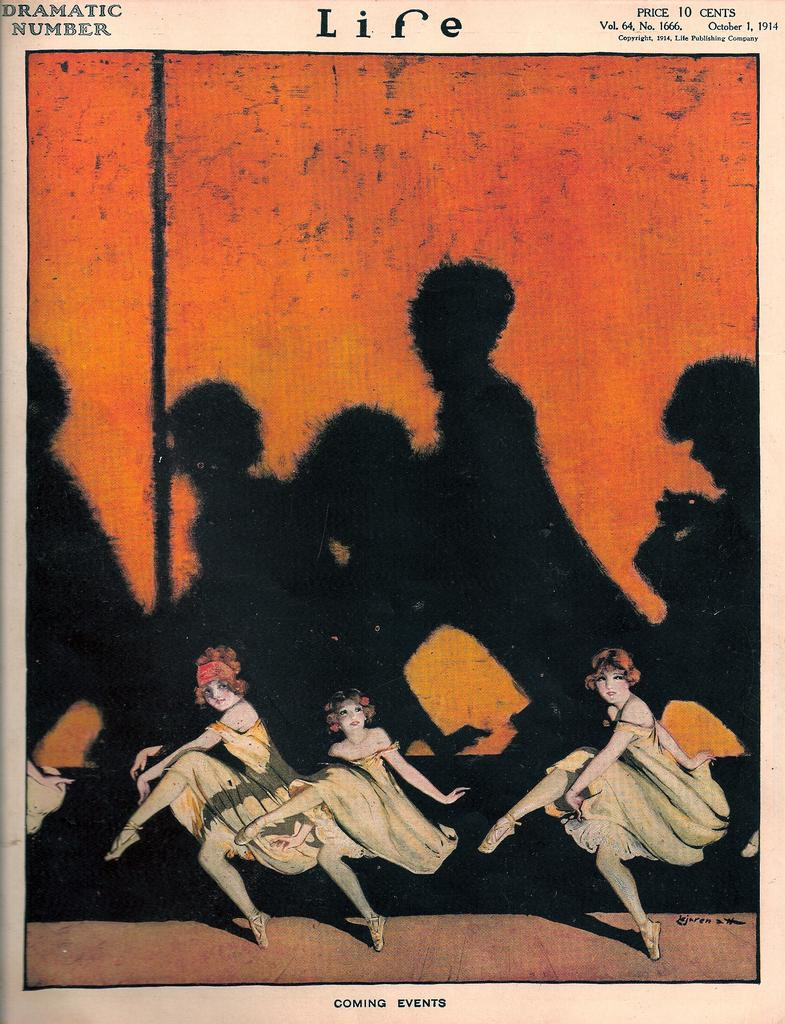
"Life" Cover von Lejaren Hiller (1914)

Lejaren Hiller (eigentlich John Arthur Hiller; * 3. Juli 1880 in Milwaukee/Wisconsin; † 23. Mai 1969 in New York City) war ein US-amerikanischer Fotograf und Illustrator.
Hiller studierte nach dem Besuch der Highschool Industriedesign und Werbung am Art Institute of Chicago. 1906 ging er nach New York und eröffnete dort ein Atelier. In dieser Zeit nahm er den Namen Lejaren à Hiller an. Er fertigte Illustrationen für Zeitschriften wie Pearson's, Collier's, Nash's, Good Housekeeping, Cosmopolitan, The Saturday Evening Post und Life und 1911 erstmals für ein Pulp-Magazin, die Short Stories. Später entdeckte er die Technik der kunstvollen Komposition von Fotografien und wurde damit zum "Vater der amerikanischen Fotoillustration".
Er produzierte Anfang der 1920er Jahre mehrere Stummfilme (The Sleep of Cyma Roget, 1920; The Beggar Maid, 1921; Hope, 1922), bevor 1926 als sein anspruchsvollstes Werk eine Serie von Fototableaux' als Illustration zu Surgery Through The Ages entstand. Das Werk erschien 1927 in einer luxuriösen Folio-Ausgabe und 1933 als Hardcoverband.
Zwischen 1924 und 1939 schuf Hiller hunderte von handkolorierten Schwarzweiß-Fotos als Illustrationen für das Pulp-Magazin Flynn's Weekly, a.k.a. Detective Fiction Weekly. Während des Zweiten Weltkrieges beteiligte er sich mit Postern an der amerikanischen Militärpropaganda. Nach dem Krieg arbeitete er vor allem als Fotograf der New Yorker Jazz-Szene. Hiller ist der Vater des Komponisten Lejaren Hiller.